# Ион-Водэ
Ион-Водэ (рум. Ion Vodă) — село в Флорештском районе Молдавии. Наряду с сёлами Чутулешты, Маринешты и Сырбешты входит в состав коммуны Чутулешты.

## География
Село расположено на высоте 205 метров над уровнем моря.

## Население
По данным переписи населения 2004 года, в селе Ион Водэ проживает 333 человека (164 мужчины, 169 женщин).
Этнический состав села:
| Национальность | Число жителей | Процентный состав |
| -------------- | ------------- | ----------------- |
| молдаване      | 330           | 99,1              |
| украинцы       | 1             | 0,3               |
| русские        | 1             | 0.3               |
| гагаузы        | 1             | 0,3               |
| Всего          | 333           | 100 %             |